# Lancia Delta S4

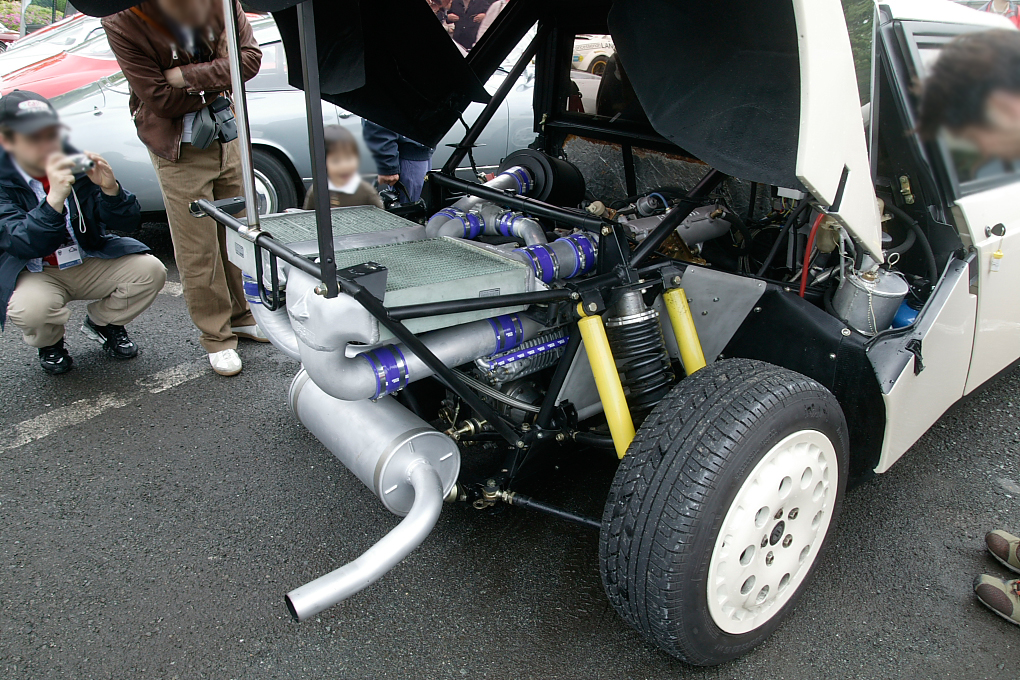

Lancia Delta S4 är en rallybil, tillverkad av den italienska biltillverkaren Lancia mellan 1985 och 1986.

## Bakgrund
Lancia insåg redan 1983 att 037:an inte räckte till mot de fyrhjulsdrivna konkurrenterna från Audi och Peugeot. Därför började man utveckla en fyrhjulsdriven efterträdare. Den nya bilen hade inga kopplingar till företrädaren, bortsett från vissa delar av hjulupphängningen. Bilen fick ett lätt rörramschassi som kläddes i en kaross av kompositmaterial. Karossen liknade Deltamodellen tillräckligt mycket för att få dess namn. Front- och bakdel utgjordes av sammanhängande delar som lätt kunde öppnas för att underlätta servicearbete.
Motorn monterades på längden mitt i bilen, med växellådan framför. Härifrån fördelades kraften till alla fyra hjulen via en fördelningslåda av Ferguson-modell. Fram- och bakaxel hade mekaniska diffbromsar. Kraftfördelningen mellan axlarna var justerbar.

## Motor
Abarth utvecklade en helt ny motor till S4:an. Det var en radfyra på 1756 cm³ med fyrventilstopp och bränsleinsprutning. Den var försedd med både kompressor och turbo. Vid låga varvtal tryckte kompressorn in luft i motorn och vid högre varvtal tog turbon vid. På så sätt fick man en jämn kraftutveckling över hela varvtalsregistret och slapp undan turbolaggen. 
I gatversionen Stradale lämnade motorn 250 hk, men i tävlingsutförande tog man ut mellan 450 och 600 hästkrafter.
1985 togs motorn upp till över 1000 hästkrafter då man pressade turbon och kompressorn till 5 bars laddtryck.

## Motorsport
FIA godkände bilen för tävlingsbruk i november 1985 och bilen gjorde debut i RAC-rallyt samma år. 1986 blev ett framgångsrikt år, även om man förlorade VM-titeln till Peugeot, men säsongen kom att överskuggas av olyckan på Korsika, där den finländske föraren Henri Toivonen och hans kartläsare Sergio Cresto förolyckades. 
Olyckan ledde till att Grupp B-bilarna förbjöds till nästa säsong. Lancia ersatte därför S4:an med Delta HF Integrale.